# هارلان ميلز
هارلان ميلز (بالإنجليزية: Harlan Mills)‏ هو مهندس وعالم حاسوب أمريكي، ولد في 14 مايو 1919، وتوفي في 8 يناير 1996.